# スヴォロヴォ
座標: 北緯43度20分 東経27度36分 / 北緯43.333度 東経27.600度

スヴォロヴォ
Суворово
Kozlucaスヴォロヴォ ブルガリア内のスヴォロヴォの位置

スヴォロヴォ（ブルガリア語: Суво̀рово / Suvorovo、トルコ語ではコズルジャ:Kozluca）はブルガリア北東部の町、およびそれを中心とした基礎自治体。ヴァルナ州に属する。

## 概要
スヴォロヴォは、ヴァルナから32キロメートル北西、ドブリチから56キロメートル南西、シュメンから59キロメートル東に位置している。自治体の領域のうち61%は農地、15%は山地によって占められている。町の名前スヴォロヴォは、露土戦争を戦ったロシア帝国の軍人アレクサンドル・スヴォーロフにちなんで命名された。

## 町村
スヴォロヴォ基礎自治体（Община Суворово）には、その中心であるスヴォロヴォをはじめ、以下の町村（集落）が存在している。
- Баново
- Дръндар
- Изгрев
- Калиманци
- Левски

- Николаевка
- Просечен
- Суворово
- Чернево